# شهرستان پایک (ایلینوی)
شهرستان پایک، ایلینوی (به انگلیسی: Pike County, Illinois) یک سکونتگاه مسکونی در ایالات متحده آمریکا است که در ایلینوی واقع شده‌است.

## نگارخانه

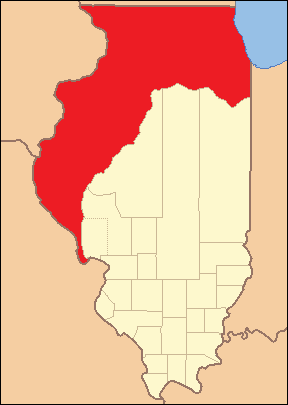
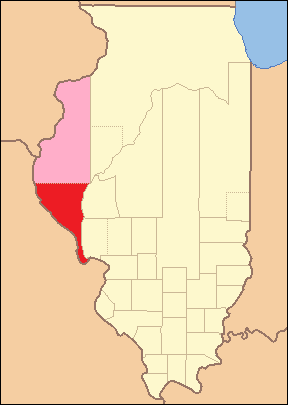
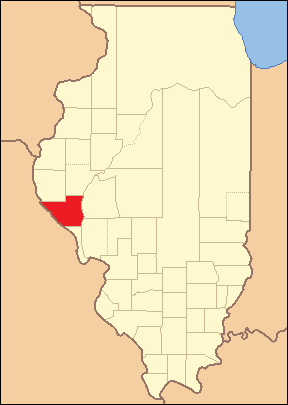